# Estación Rumi Punco
Rumi Punco es una estación de ferrocarril ubicada en el departamento La Cocha al sur de la provincia de Tucumán, Argentina.

## Servicios
No presta servicios de pasajeros ni de cargas. Sus vías correspondían al Ramal CC14 del Ferrocarril General Belgrano.